# Júst Olaf Jacobsen
Júst Olaf Jacobsen eller mer känd som Júst á Húsum, född 28 november 1860 i Tórshavn, död 25 november 1932 var en färöisk författare och politiker. Han var en av de nio män som blev inbjudna till Julmötet 1888, ett möte som räknas som början på Färöarnas självständighetskamp.
Han var medlem i Lagtinget mellan 1899-1903.